# Мисси (Кальвадос)
Мисси́ (фр. Missy) — коммуна во Франции, находится в регионе Нижняя Нормандия. Департамент коммуны — Кальвадос. Входит в состав кантона Вилле-Бокаж. Округ коммуны — Кан.
Код INSEE коммуны — 14432.

## Население
Население коммуны на 2010 год составляло 544 человека.
| 1962 | 1968 | 1975 | 1982 | 1990 | 1999 | 2010 |
| ---- | ---- | ---- | ---- | ---- | ---- | ---- |
| 311  | 326  | 297  | 319  | 439  | 463  | 544  |

## Экономика
В 2010 году среди 352 человек трудоспособного возраста (15—64 лет) 252 были экономически активными, 100 — неактивными (показатель активности — 71,6 %, в 1999 году было 70,8 %). Из 252 активных жителей работали 241 человек (128 мужчин и 113 женщин), безработных было 11 (6 мужчин и 5 женщин). Среди 100 неактивных 38 человек были учениками или студентами, 31 — пенсионерами, 31 были неактивными по другим причинам.